# Marabastad
 (mai 2023).
Marabastad (également appelé Asiatic Bazaar) est un quartier d'affaires situé près du centre-ville de Pretoria, en Afrique du Sud. 
Le village original de Maraba, situé juste au sud de l'actuel Marabastad, fut fondé et gouverné par le chef Ndebele Maraba. Le nom Marabastad vient de l'afrikaans et signifie « la ville de Maraba ».

## Aperçu
Marabastad est une communauté culturellement diversifiée, le temple hindou dédié à Mariamman étant l'un de ses points de repère les plus importants. À l'instar des habitants d'autres régions racialement diverses d'Afrique du Sud, telles que le District 6, Fietas et Sophiatown, ceux de Marabastad sont relocalisés à plusieurs reprises dans des townships uniraciaux plus éloignés du centre-ville. Ces déplacements forcés sont dues aux lois de l'apartheid comme le Group Areas Act. Contrairement à Sophiatown, Fietas et au District Six, il n'est pas  détruit intégralement à la fin de l'apartheid, mais conserve bon nombre de ses bâtiments d'origine et devient un quartier d'affaires, la plupart des magasins appartenant toujours aux Indiens qui y vivaient auparavant. Certaines propriétés appartiennent cependant au conseil municipal et au gouvernement, ce qui limite le développement économique. En outre, un grand complexe commercial est construit pour abriter des magasins appartenant à des Indiens.
Les résidents noirs de Marabastad ont été transférés à Atteridgeville en 1945, les résidents « Coloured » à Eersterus en 1963 et les résidents indiens à Laudium en 1968. Des plans sont en cours pour faire revivre Marabastad, autrefois pittoresque, et pour inverser des années de déclin urbain, bien que les améliorations soient encore peu visibles.

## Histoire
Marabastad est nommée d'après le chef local d'un village à l'ouest de Steenhoven Spruit, Maraba. Au cours des années 1880, il vit à Schoolplaats et travaille comme interprète. Pendant cette période, certains Africains vivent dans les fermes où ils sont employés et choisissent également de vivre sur d'autres terres non développées. Schoolplaats ne peut pas accueillir tous les migrants et cela aboutit à la formation de squats.
En 1881, le siège de Marabastad, bataille de la première guerre des Boers, se solde par une reddition des défenseurs anglais du fort, situé à proximité du quartier.
Une inondation se produit à Schoolplaats au nord-ouest et dans la zone de Maraba en août 1888, le gouvernement en profite pour cartographier le quartier. L'emplacement de Marabastad est établi sur les cartes, et est officiellement situé entre la rivière Apies au nord, Skinner Spruit à l'ouest, Steenhoven Spruit à l'est et la rue De Korte au sud. 67 parcelles sont délimitées, leur taille variant entre 1400 et 2500 mètres carrés chacun. Les résidents ne sont pas autorisés à posséder leurs propres lopins de terre ; ils doivent les louer au gouvernement, pour 4 livres par an. Ils sont autorisés à construire leurs maisons et à planter des cultures sur les espaces laissés libres. L'eau est puisée dans les rivières à proximité et dans 58 puits creusés sur place.
Le township n'est pas une propriété privée et est géré par la République Boer du Transvaal. Au début de la Seconde guerre des Boers en 1899, il n'y a pas de statut particulier concernant Marabastad. Les Africains qui ont afflué à Pretoria pendant la guerre vivent dans des squats près des casernes d'artillerie, des briqueteries et des installations ferroviaires de Prinshof. Cela mène au développement de « New Marabastad » dans la zone située entre Marabastad et Asiatic Bazaar en 1900 par les autorités militaires britanniques. Ils occupent la ville à partir de juin 1900 et installent des réfugiés dans la région. En 1901, 392 parcelles sont occupées à New Marabastad et il n'y a pas de ségrégation entre les Africains, les Indiens et les membres de l'ethnie « Coloured ».
Bien que New Marabastad soit conçu comme une colonie temporaire, les autorités militaires accordent à leur personnel l'autorisation d'ériger des maisons en briques. Cela mène à l'érection d'autres structures permanentes, parmi lesquelles des écoles et des églises. Un conseil municipal est mis en place en 1902 et les habitants de New Marabastad sont déplacés vers d'autres townships. En 1903, New Marabastad compte 412 parcelles tandis que l'ancien quartier Marabastad n'en possède encore que 67. Avec l'emplacement du Cap, situé dans la partie sud d'Asiatic Bazaar, il relève de la juridiction du conseil municipal. Le plus gros problème est l'approvisionnement en eau ; il n'est résolu qu'après la guerre. En raison de la crainte d'une épidémie, tous les puits de la région sont remplis pendant la guerre et un seul point d'eau public remplace l'ensemble du système. New Marabastad n'a ni puits ni robinets. En 1903, une tentative de remédiation échoue à fournir un approvisionnement en eau suffisant ; le nombre de robinets est encore insuffisant.
En 1906, New Marabastad et Marabastad sont réunis. Des tarifs réglementés sont déterminés et un certain nombre de règles sanitaires et de construction entrent en vigueur. Ces réglementations n'atteignent pas leurs objectifs en raison de la mauvaise administration municipale, mais aussi du fait que les Africains ne peuvent pas posséder de terres et s'offrir des maisons permanentes bien construites. Les rues restent non pavées, l'approvisionnement en eau est toujours insuffisant et il n'y a pas d'installations sanitaires salubres. De plus en plus de cabanes apparaissent. En 1907, les conditions s'améliorent légèrement, mais les rues ne sont pas refaites. Le Département des affaires indigènes accuse le conseil municipal de Pretoria d'une administration inefficace, qui aurait directement conduit à cette situation.

## Relocalisations
La relocalisation des habitants du vieux Marabastad est à l'ordre du jour du conseil municipal à partir de 1903 et en 1907, lorsque le conseil décide de construire une nouvelle ferme d'épuration, la décision est exécutée. Les habitants de la zone sont déplacés vers un nouvel emplacement plus éloigné du centre-ville et de l'ancien township. Les autorités trouvent toutefois un site app
roprié avec beaucoup de difficulté. Le site sur le versant sud de Daspoortrand est choisi en 1912 et en janvier, la planification du « nouvel emplacement » commence. Il comprend un certain nombre de maisons en briques qui pourront être louées à la municipalité. En septembre de la même année, les premiers déménagements ont lieu et la démolition des anciennes structures commence. Il s'agit d'un processus lent : Marabastad n'est complètement détruit qu'en 1920.
Le manque d'espace reste un problème et New Marabastad connaît une grave surpopulation. En 1923, les dernières maisons du deuxième projet municipal sont achevées à New Location et les habitants de Marabastad sont autorisés à emménager en premier. En 1934, une partie de la population de Schoolplaats est déplacée à Marabastad et le problème des squatters s'aggrave. Il n'y a pas de place pour l'extension en raison d'un manque d'espace.
Une tentative de résolution de ces problèmes préside à la création d'Atteridgeville en 1939. La communauté de Marabastad y est déplacée et une compensation est offerte aux anciens propriétaires sous la forme de nouvelles maisons, à louer uniquement, sans possibilité d'achat. La guerre ralentit considérablement le processus, mais en 1949, les trois quarts de la population sont déplacés de Marabastad à Atteridgeville, et le déplacement de population se termine en 1950.